# Дорошенко, Александр Владимирович
Александр Владимирович Дорошенко (укр. Олександр Володимирович Дорошенко; род. 1 сентября 1982 или 1 сентября 1981, Ворошиловград) — украинский спортсмен-паралимпиец; Мастер спорта международного класса (2001), Заслуженный мастер спорта (2006).

## Биография
Родился 1 сентября 1981 в Чернигове). Болел детским церебральным параличем.
Заниматься спортом начал в Луганске. С 1999 года выступал за Луганский областной центр «Инваспорт». Его тренер — Римма Старостина. Член сборной команды Украины по легкой атлетике среди спортсменов с поражением опорно-двигательного аппарата с 2001 года. Окончил Луганский национальный университет имени Тараса Шевченко.
В 2008 году женился и уехал жить в Черкассы на родину жены. Там же занимается в областном центре «Инваспорт».

## Награды
- В 2003 году награждён орденом «За заслуги» 3-й степени; в 2004 году — орденом «За мужество» 2-й степени.[1]
- В 2016 году награждён юбилейной медалью «25 лет независимости Украины».[4]
- Почетный гражданин города Луганска (2004).[5]

## Спортивные достижения
- 2001 год — серебряный призёр Всемирных игр спортсменов с последствиями ДЦП в толкании ядра.
- 2002 год — чемпион мира в толкании ядра.
- 2003 год — двукратный чемпион (ядро, копье) и бронзовый призёр (диск) чемпионата Европы.
- 2004 год — двукратный чемпион (толкание ядра, метание копья) и бронзовый призёр (метание диска) XII Паралимпийских игр в Греции.
- 2006 год — призёр чемпионата мира.
- 2012 год — чемпион Европы.
- 2013 год — чемпион мира.
- 2014 год — чемпион (ядро) и серебряный призёр (копье) чемпионата Европы.
- 2015 год — чемпион (ядро) и серебряный призёр (копье) чемпионата мира.
- 2016 год — финалист XV Паралимпийских игр в Бразилии (6 место в метании копья).